# Platanthera micrantha
Platanthera micrantha (Hochst. ex Seub.) Schltr. é uma espécie de plantas pertencente à família Orchidaceae, conhecido pelo nome comum de conchelo-do-mato. A espécie é endémica do arquipélago dos Açores, onde ocorre em todas as ilhas. A espécie está ameaçada de extinção por perda de habitat.

## Descrição
P. micrantha é uma orquídea com 15–35 cm, raramente até 50 cm, de altura, com caule erecto, delgado e não ramificado. As raízes são carnudas, apresentado 2 tubérculos ovoide-elipsoides.
Apresenta 2 folhas basais espatiformes a oblongo-lnaceloadas, erectas a patentes, com 6–15 cm de comprimento e 4-(5) cm de largura, com inserção sub-oposta a afastada. As folhas caulinares, em geral em número de 4 a 6, são bastante menores, por vezes reduzidas a uma bainha, passando na planta adulta gradualmente a brácteas.
A flores são pequenas, amarelo-esverdeadas e pouco conspícuas, agrupadas numa inflorescência racemosa muito densa, quase cilíndrica, com 7–14 cm de comprimento e 3–4 cm de largura. As brácteas são mais curtas que as respectivas flores. As sépalas laterais são patentes, elípticas, assimétricas, com 2–4 mm de comprimento. As pétalas são triangulares, com bordos e ápice arredondados, aderentes à sépala dorsal ao longo de uma gálea com 3–4 mm de comprimento. A corola apresenta o labelo típico das orquídeas, com 2–4 mm de comprimento, oblongo e incurvado, e um esporão com 3–5 mm de comprimento, obtuso e recurvado, em geral com comprimento inferior a um terço do ovário.

## Habitat
Ocorre em locais húmidos em altitudes dos 200 – 1000 m acima do nível médio do mar, sendo mais frequente acima dos 600 m. Cresce em habitats húmidos expostos e luminosos, embora apareça por vezes em locais relativamente abrigados nas margens e nas clareiras da floresta natural. Prefere solos ácidos e mal drenados, sendo frequente na bordadura de turfeiras arborizadas. Algumas populações, como as do Pico Timão na Graciosa, encontram-se em locais bem drenados e secos, o que as diferencia da generalidade. Os povoamentos são em geral esparsos, predominado as pequenas manchas com menos de 10 indivíduos.